# Wohn- und Geschäftshaus Bahnhofstraße 6
Das Wohn- und Geschäftshaus Bahnhofstraße 6, Ecke Am Markt in Twistringen in der Nähe der St.-Anna-Kirche, stammt aus dem 19. Jahrhundert. Auch heute (2023) wird es durch Wohnungen, Läden, Büros und durch eine Praxis genutzt.
Das Gebäude steht unter Denkmalschutz (Siehe auch Liste der Baudenkmale in Twistringen).

## Beschreibung
Das zweigeschossige verputzte  historisierende Eckgebäude mit Satteldach, Gurtgesims sowie neoklassizistischen Fenster- und Türlaibungen und dem Giebeldreieck wurde vermutlich im sehr späten 19. Jahrhundert gebaut. Prägend wirkt es durch seine Stellung an einer Straßenecke am Markt.
Das Haus wurde im Volksmund Nobs-Tanten genannt, die hier ein Geschäft hatten.